# Heliconius anthelea
Heliconius anthelea är en fjärilsart som beskrevs av Heinrich Neustetter 1925. Heliconius anthelea ingår i släktet Heliconius och familjen praktfjärilar. Inga underarter finns listade i Catalogue of Life.